# حوزه انتخابیه نهبندان و سربیشه
حوزهٔ انتخابیه نهبندان و سربیشه یکی از حوزه‌های استان خراسان جنوبی برای انتخابات مجلس شورای اسلامی است. این حوزه به مرکزیت نهبندان، ۱ نماینده دارد.

## پی‌نوشت و منبع
- «جدول حوزه‌های انتخابیه در انتخابات نهمین دورهٔ مجلس شورای اسلامی» (PDF). مرکز پژوهش و سنجش افکار صدا و سیما. بایگانی‌شده از اصلی (PDF) در ۵ اكتبر ۲۰۱۸. دریافت‌شده در ۲۲ فوریه ۲۰۱۶. تاریخ وارد شده در |archive-date= را بررسی کنید (کمک)